# Dionysius (Portugal)

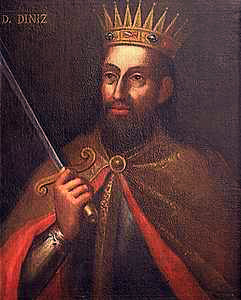
König Dionysius von Portugal

Dinis (I.) bzw. Diniz, oft auch Dionysius aus dem Hause Burgund, (* 9. Oktober 1261 in Lissabon; † 7. Januar 1325 in Santarém) war von 1279 bis zu seinem Tode im Jahr 1325 der sechste König von Portugal. Er förderte Literatur und Wissenschaften, unter seiner Herrschaft wurde die Universität Lissabon-Coimbra gegründet und die portugiesische Sprache als Schriftsprache in der Verwaltung eingeführt. Er war auch als Dichter (Troubadorlyrik) berühmt. Durch seine Förderung von Landwirtschaft, Bergbau und Seefahrt bescherte er Portugal maßgeblichen wirtschaftlichen Aufschwung. Aufgrund seiner umfassenden Tätigkeiten im noch relativ jungen Königreich trägt er zahlreiche Beinamen: o Rei Lavrador (der Ackerbauer), o Rei Agricultor (Landwirt), o Rei Trovador (Trobador), o Rei Poeta (Poet).

## Leben

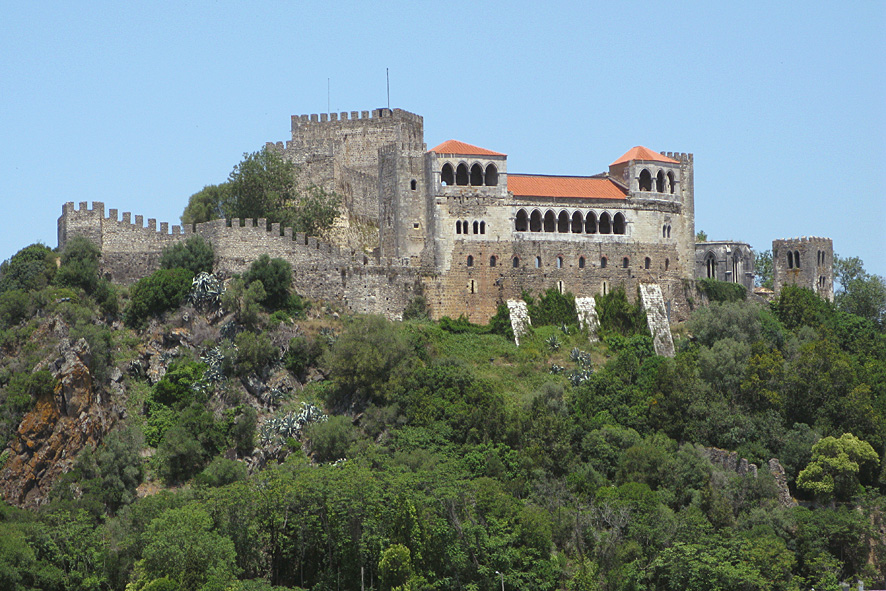
Castelo de Leiria – König Dinis ließ seine königliche Residenz in Leiria errichten und im gesamten Küstenbereich zur Befestigung der Wanderdünen und, um Holz für den Bootsbau zu haben, den historischen Pinhal de Leiria (Pinienwald von Leiria) anlegen.

Er wurde als Sohn König Alfons III. und der Beatrix von Kastilien, einer Tochter von Alfons X., dem König von Kastilien und römisch-deutschen König (Gegenkönig), geboren.

### Konflikt mit dem Bruder
Gleich zu Beginn seiner Herrschaft hatte sich Dionysius mit den Machtansprüchen seines jüngeren Bruders Alfons (1263–1312) auseinanderzusetzen. Bereits seit 1282 befand sich das benachbarte Kastilien im Bürgerkrieg, nachdem eine Adelsversammlung Alfons X. von Kastilien für nicht mehr regierungsfähig erklärt und ihn damit de facto abgesetzt hatte. Zum Reichsverweser bestimmen ließ sich dabei des Königs zweitältester Sohn, Sancho IV., der Tapfere. In Reaktion darauf ließ ihn Alfons X. enterben. Der portugiesische Alfons (der jüngere Bruder des Dionysius) verbündete sich daraufhin mit Alfons X. von Kastilien, wodurch Dionysius zum Bündnis mit dessen Gegner, Sancho IV., gezwungen wurde.
Der Friede zwischen Sancho IV. und Dionysius hielt indes nicht lange. Sancho fiel in Portugal ein, nach seinem Tode (1295) marschierte Dionysius dafür in Kastilien ein. 1297 wurde schließlich der Vertrag von Alcañices zwischen Dionysius und dem neuen kastilischen König Ferdinand IV. geschlossen, womit die Grenze zwischen Kastilien und Portugal endgültig festgelegt wurde – sie entspricht im Wesentlichen der noch heute gültigen Grenze zwischen Spanien und Portugal. Der neue Frieden wurde zusätzlich durch Heiraten gefestigt und Dionysius verheiratete gleich zwei seiner Kinder: seine Tochter Konstanze mit dem kastilischen König selbst; seinen Sohn Alfons IV. mit Beatrix von Kastilien, einer Schwester des kastilischen Königs.

### Konflikt mit der Kirche
Auch bei der zweiten großen Frage, die die portugiesische Politik bestimmte, dem Verhältnis zur katholischen Kirche und zum Papsttum, gelang es Dionysius, eine Lösung zu finden. Nachdem sich Portugal bereits seit 1277 unter der Kirchenstrafe des Interdikts befunden hatte, hatte Dionysius den Konflikt aus der Regierungszeit seines Vaters geerbt. 1289 fanden das Papsttum, der portugiesische Klerus und das Königshaus eine Kompromissformel, die es Papst Nikolaus IV. erlaubte, das Interdikt aufzuheben. Nach dem vereinbarten Konkordat sollte das kirchliche Land, das König Alfons III. eingezogen hatte, der Kirche zurückgegeben werden. Der König versprach, die kirchlichen Privilegien und Immunitäten zu achten; das Recht der Kirche auf freie Bischofswahl wurde garantiert. Wenn auch nach den Bestimmungen des Konkordats das Königtum der Kirche größere Zugeständnisse machen musste, kann man doch nicht von einem Sieg der Kirche sprechen. Die nächsten Jahre sahen nämlich eine Schwächung des Papsttums, so dass der portugiesische Klerus mehr und mehr in Abhängigkeit vom König geriet.
1319 überführte Dionysus die portugiesischen Teile des Templerordens in den Christusorden.

### Entwicklung der Literatur

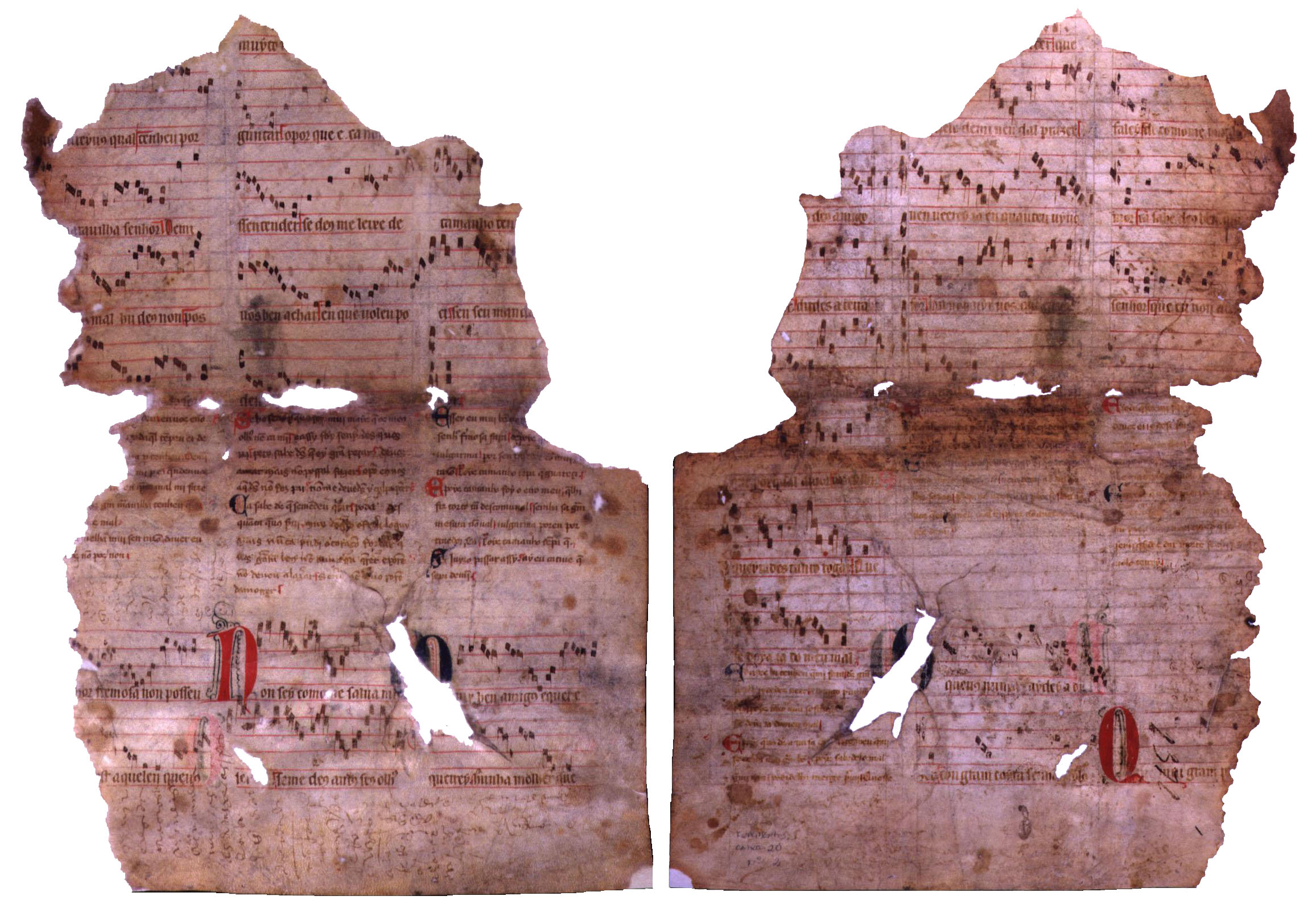
Pergaminho Sharrer, Nationalarchiv Arquivo Nacional da Torre do Tombo, Lissabon

Dionysius förderte die Entwicklung der Landessprache Portugiesisch gegenüber dem Lateinischen und ordnete zahlreiche Übersetzungen an, so im Jahr 1300 die Übersetzung aus dem Arabischen ins Portugiesische der Crónica do Moro Rasis des Historikers Aḥmad ibn Muḥammad ibn Mūsa al-Rāzī (887–955), an der Muslime beteiligt waren.
Dionysius holte nicht nur zahlreiche Dichter (trovadores) an seinen Hof, sondern war auch selbst einer der literarisch produktivsten Lyriker seiner Zeit. Das poetischen Werk des Dichterkönigs ist in zwei der Cancioneiros überliefert, dem Cancioneiro da Vaticana und dem Cancioneiro da Biblioteca Nacional; mit dem Pergaminho Sharrerm wurde 1990 ein Pergament mit sieben seiner Cantigas/Lieder und dazugehöriger musikalischer Notation entdeckt. Insgesamt sind 138 Gedichte unter seinem Namen überliefert, er bediente fast das komplette Spektrum der Cantigas (bis auf religiöse Texte), cantigas d'escarnho e de maldizer (Spottlieder), cantigas d'amor (Liebeslieder, Lieder an Frauen), cantigas d’amigo (Liebeslieder, Lieder an den Geliebten).
Dionysius findet Erwähnung in der Divina Commedia (1307/21) Dantes (der nur vier Jahre jüngere Dante und er waren Zeitgenossen und lebten in etwa gleich lang): im 19. Gesang des Paradiso heißt es: “E quel di Portogallo e di Norvegia / Lì si conosceranno, e quel di Rascia / Che male ha visto il conio di Vinegia”. Dante, der an dieser Stelle zahlreiche Fürsten Europas tadelt, wirft Dionysius/Dom Diniz womöglich seine Handelsgeschäfte vor sowie das Fehlen denkwürdiger Kriegshandlungen, insbesondere gegen die Mauren.
Seine Söhne Dom Afonso Sanches (1289–1329) und Dom Pedro Afonso, Graf von Barcelos (1289–1354) waren ebenfalls als Dichter tätig, mit ihrem Tod Mitte des 14. Jahrhunderts war der Niedergang der trobadoresken Lyrik besiegelt.

### Entwicklung des Landes
Dionysius gehörte zu den großen portugiesischen Königen. Durch den Vertrag von Alcañices hatte er die Grenzen seines Reiches gesichert, durch das Konkordat von 1289 den Konflikt mit der Kirche entschärft. Die Zeiten relativer Ruhe, die nun anbrachen, nutzte er zum Aufbau seines Landes. Er baute 50 Festungen, um die Grenzen zu bewachen, und gründete die erste Universität Portugals (Studium Generale ab 1288/1290). Am 1. März des Jahres 1290 unterzeichnete König Dinis in Leiria das Dekret Scientiae Thesaurus Mirabilis, das durch die päpstliche Bulle De statu regni Portugaliae am 9. August 1290 von Papst Nikolaus IV bestätigt wurde. Die Universität Lissabon-Coimbra ist eine der ältesten Universitäten in Europa und bildete über Jahrhunderte das Zentrum der Wissenschaften in Portugal. Sie wechselte mehrere Male den Standort zwischen Coimbra und Lissabon, bis sie 1537 von König Johann III. endgültig in Coimbra angesiedelt wurde.
Mit England wurde 1294 ein Handelsvertrag geschlossen – der erste einer langen Reihe von Pakten und Beistandsverträgen zwischen beiden Ländern. Der König förderte auch den Handel mit Flandern sowie Nordfrankreich und ließ die erste portugiesische Flotte erbauen. Portugal hatte zur Zeit seiner Regierung fast eine Million Einwohner. Um die gestiegene Einwohnerzahl ernähren zu können, widmete er sich besonders der Förderung der Landwirtschaft, was seinen Beinamen „der Ackerbauer“ (o lavrador) erklärt.
König Dinis ernannte am 1. Februar 1317 den gebürtigen Genuesen Manuel Pessagno zum erblichen Admiral von Portugal (Almirante do Reino de Portugal) in der Portugiesischen Marine.
In Sintra begann Dionysius mit dem Umbau der von den Mauren errichteten Burg zu einer Sommerresidenz, dem heutigen Palácio Nacional de Sintra (auch Paço Real genannt).
Das Ende der Herrschaft von König Dionysius wurde allerdings erneut von Nachfolgekämpfen überschattet. Sein Erbe Alfons IV. befürchtete, von seinem Vater zugunsten dessen nichtehelicher Söhne vom Thron verdrängt zu werden, und nahm deshalb den Kampf gegen seinen Vater auf. Dionysius verstarb von seinem Volk hochverehrt. Beigesetzt wurde er, nach einer langen Regierungszeit von 46 Jahren, in der Zisterzienserinnenabtei Odivelas (port. Mosteiro de São Dinis) bei Lissabon.

## Familie
Dionysius war mit Elisabeth von Aragón (1271–1336) verheiratet, der in Portugal bis auf den heutigen Tag populären Heiligen Elisabeth von Portugal (D. Isabel de Aragón, genannt „Rainha Santa Isabel“). Mit ihr hatte er zwei Kinder:

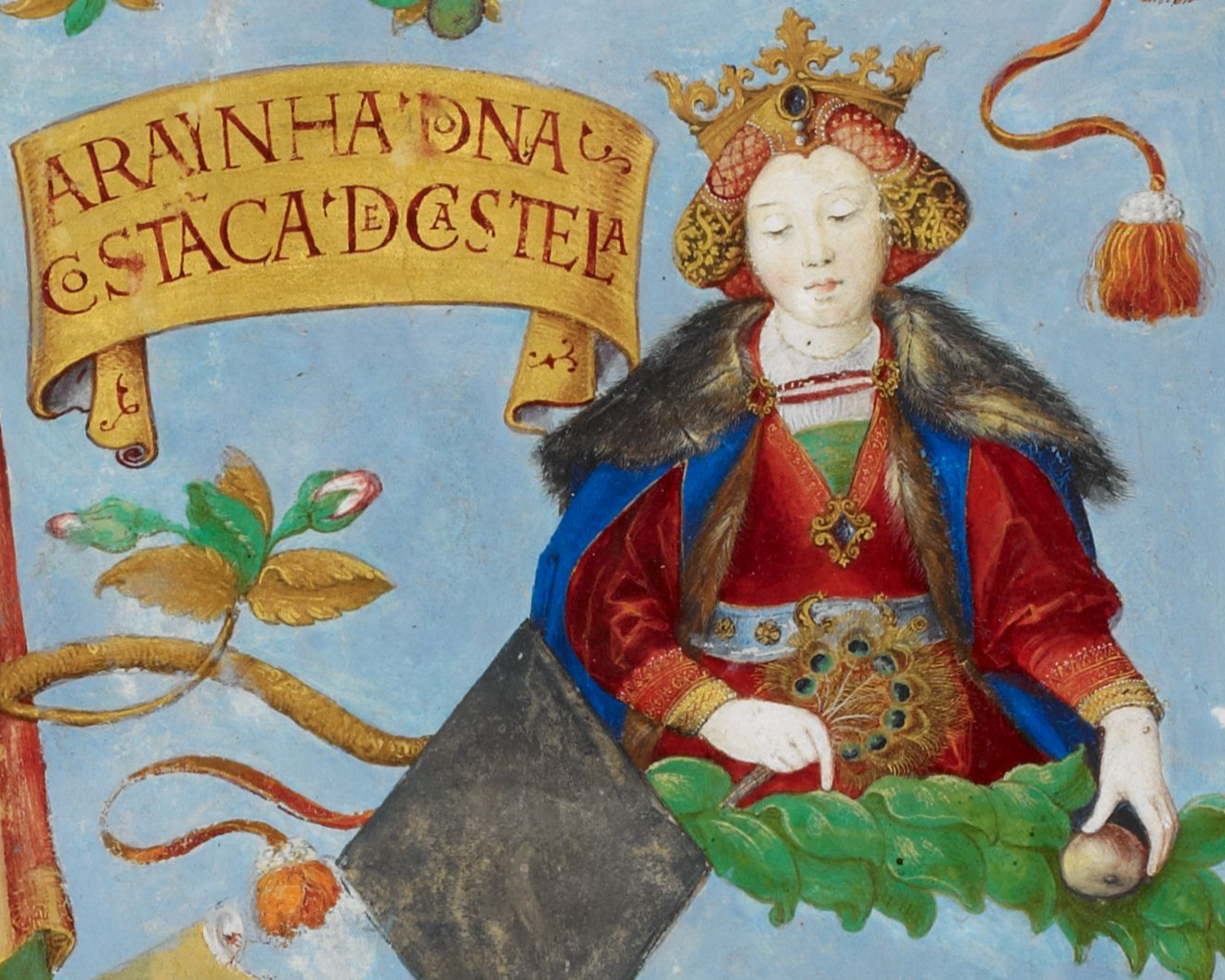
A Rainha Dona Constança de Castella – Miniatur aus der Genealogia dos Reis de Portugal von António de Holanda

- Constança (* 3. Januar 1290; † 18. November 1313), sie heiratete 1302 König Ferdinand IV. von Kastilien.
- Alfons IV. (* 8. Februar 1291; † 28. Mai 1357).

Außerdem hatte er eine Reihe nichtehelicher Kinder:
Aus seiner Beziehung zu D. Grácia Froes:
- Pedro Afonso, dritter Graf von Barcelos (* 1287; † 1345).

Aus seiner Beziehung zu D. Aldonça Rodrigues Talha:
- Afonso Sanches, Graf von Albuquerque und Herr von Vila do Conde (* vor 1289; † 1329), Rivale seiner Halbbruders Alfons IV., ⚭ D. Teresa Martíns de Menezes, fünfte Herrin von Albuquerque

Aus seiner Beziehung zu Marinha Gomes:
- Maria Afonso (1290–1340), ⚭ D. João Afonso de Lacerda, Herr von Gibraleon
- Maria Afonso (1301–1320), Nonne im Kloster von Odivelas

Aus weiteren Beziehungen:
- João Afonso, Herr von Lousã (* 1280; † 4. April 1325).
- Fernão Sanches (* 1280).
- Pedro Afonso (* um 1280).